# Маумун Абдул Гайоом
Маумун Абдул Гайоом (роден Абдула Маумун Хайри; 29 декември 1937) е малдивски държавник, дипломат и учен, който е 3-ти президент на Малдивите от 1978 до 2008 година. Той е бил министър на транспорта от 1977 до 1978 година и постоянен представител на Малдивите в Организацията на обединените нации от 1976 до 1977 година. След като е изпълнявал шест президентски мандата, Гайоом става най-дългогодишният президент в Азия.